# Acil-CoA deidrogenasi (NADP+)
La acil-CoA deidrogenasi (NADP+) è un enzima appartenente alla classe delle ossidoreduttasi, che catalizza la seguente reazione:
acil-CoA + NADP+ ⇄ 2,3-deidroacil-CoA + NADPH + H+
L'enzima del fegato agisce sui derivati degli enoil-CoA, con la catena di carbonio lunga tra i 4 ed i 16 C, con attività massima sul 2-esenoil-CoA. In Escherichia coli, esistono gli enzimi cis e trans specifici.